# Jingpho-Konyak-Bodo jezici
Jingpho-Konyak-Bodo jezici, grana tibetsko-burmanskih jezika iz Burme, Indije i Bangladeša. 
Obuhvaća 28 jezika klasificiranih u nekoliko užih skupina: a. jingpho-luish (5) kojim govore plemena Kačin i Sak i b. konyak-bodo-garo (23), s bodo-garo (15) i konyak (8) jezika.

## Vanjske poveznice
- Ethnologue (14th)
- Ethnologue (15th)